# إي. ك. براون
إي. ك. براون هو ناقد أدبي كندي، ولد في 15 أغسطس 1905 في تورونتو في كندا، وتوفي في 24 أبريل 1951 في شيكاغو في الولايات المتحدة.